# Thomas Maloney Westgård
Pour les articles homonymes, voir Maloney.
Thomas Hjalmar Maloney Westgård, né le 10 octobre 1995 à Leka, est un fondeur irlandais, possédant aussi la nationalité norvégienne.

## Biographie
Il est né et a grandi à Leka, en Norvège, d'un père norvégien et d'une mère irlandaise. Il vit ensuite à Meråker et  est aloué Frode Estil pour entraîneur. Son héros est le fondeur Petter Northug.
Membre du club de Steinkjer, il court les épreuves juniors norvégiennes à partir de 2012. Lors de la saison 2015-2016, il fait ses débuts dans la Coupe de Scandinavie. En fin d'année 2016, il est appelé pour participer à la Coupe du monde pour la première fois à l'occasion du Nordic Opening à Lillehammer, où il défend les couleurs irlandaises. Quelques mois plus tard, il dispute les Championnats du monde à Lahti, signant comme meilleur résultat une 47e place au quinze kilomètres classique. Juste après, il améliore ce classement avec une 43e place au cinquante kilomètres d'Holmenkollen.
Aux Jeux olympiques d'hiver de 2018, à Pyeongchang, il est 59e sur le sprint et le quinze kilomètres libre, ainsi que 57e sur le skiathlon.
Aux Championnats du monde 2019 à Seefeld, il prend part à cinq courses et obtient une 35e place au quinze kilomètres classique comme meilleur résultat individuel. Ensuite, pour son deuxième cinquante kilomètres à Holmenkollen, il s'immisce dans le top 30 (22e) pour inscrire ses premiers points pour le classement général de la Coupe du monde.
Lors de la saison 2020-2021, il entre d'abord dans le top vingt en Coupe du monde au quinze kilomètres classique de Lahti (16e), puis le top dix lors du Tour de ski sur le quinze kilomètres classique de Val di Fiemme. Sur les Championnats du monde à Oberstdorf, il décroche un top trente sur le cinquante kilomètres avec la 25e place.
En 2021, il part s'entraîner avec l'équipe nationale islandaise. À noter que ses skis sont fartés par l'équipe suédoise.

## Palmarès

### Jeux olympiques
| Épreuve / Édition   | Sprint                           | Sprint    | 15 km | 15 km                            | Skiathlon 2 × 15 km | 50 km | Relais | Relais    |
| Épreuve / Édition   | libre                            | classique | libre | classique                        | Skiathlon 2 × 15 km | 50 km | Sprint | 4 × 10 km |
| JO 2018 Pyeongchang | Épreuve inexistante à cette date | 59e       | 59e   | Épreuve inexistante à cette date | 57e                 | DNS   | -      | —         |

Légende :
- : pas d'épreuve
- — : non disputée par Maloney Westgård
- DNS : inscrit mais pas au départ

### Championnats du monde
| Épreuve / Édition        | Sprint                           | Sprint                           | 15 km                            | 15 km                            | Skiathlon 2 × 15 km | 50 km | Relais | Relais    |
| Épreuve / Édition        | libre                            | classique                        | libre                            | classique                        | Skiathlon 2 × 15 km | 50 km | Sprint | 4 × 10 km |
| Mondiaux 2017 Lahti      | 75e                              | Épreuve inexistante à cette date | Épreuve inexistante à cette date | 47e                              | 56e                 | -     | —      | —         |
| Mondiaux 2019 Seefeld    | 65e                              | Épreuve inexistante à cette date | Épreuve inexistante à cette date | 35e                              | 50e                 | 55e   | 26e    | -         |
| Mondiaux 2021 Oberstdorf | Épreuve inexistante à cette date | 44e                              | 41e                              | Épreuve inexistante à cette date | 32e                 | 25e   | -      | —         |

Légende :
- : pas d'épreuve
- — : Non disputée par Maloney Westgård

### Coupe du monde
- Meilleur classement général : 73e en 2021.
- Meilleur résultat individuel : 9e.

#### Classements en Coupe du monde
| Année     | Classement général final | Classement distance | Classement sprint |
| 2018-2019 | 127e                     | 88e                 | -                 |
| 2019-2020 | 97e                      | 62e                 | -                 |
| 2020-2021 | 73e                      | 58e                 | 90e               |